# Sven Å. Christianson
Sven Åke Christianson, känd som Sven Å. Christianson, ursprungligen Sven-Åke Christiansson, född 18 juni 1954 i Sundbybergs församling i Stockholms län, är en svensk psykolog, psykoterapeut och forskare. Han är professor emeritus vid Stockholms universitet. Hans forskning rör människans minnesfunktioner, brottslighet och psykiskt trauma samt intervjumetodik; metodiken har dock kritiserats för att framkalla falska minnen hos misstänkta med rekonstruktionslika vallningar.

## Biografi
Sven Å. Christianson växte upp i Sundbyberg och Alingsås. Han disputerade 1984 i psykologi för filosofie doktorsexamen vid Umeå universitet på avhandlingen Amnesia and Emotional Arousal. Han blev docent 1987 och professor 1996 vid Stockholms universitet. Utöver sin anställning vid Stockholms universitet har han tjänstgjort vid Umeå universitet och universitetssjukhus, Montreal Neurological Institute i Montreal i Kanada och University of Washington i Seattle i USA. Periodvis har han även arbetat utanför universiteten för att implementera kunskaper om minne och intervjuteknik, till exempel vid Polismyndigheten i Stockholms län, Rättspsykiatriska regionkliniken i Sundsvall och Kriminalvårdsanstalten Norrtälje.
Christianson har publicerat över 100 forskningsartiklar i vetenskapliga tidskrifter och även kurslitteratur för psykologistudenter samt har (2022) ett h-index enligt Google Scholar på 29.

## Medverkan i rättsutredningar
Christianson etablerade sig som legitimerad psykolog och forskare. Han lämnade som sakkunnig yttranden till domstolar i frågor om  förövare av grova sexual- och våldsbrott, traumatiska upplevelser hos barn och vuxna samt kognitiv intervjumetodik. Hans sakkunskap har haft inflytande i flera medialt kända rättsprocesser. Mest uppmärksammad blev han som sakkunnig i rättsutredningarna om Rödeby-fallet, Alexandramannen, Arbogamorden 2008, Kevinfallet, rättegången mot Tito Beltrán samt rättegångarna mot Thomas Quick. Senare har riktigheten i hans metodik ifrågasatts av forskare och granskande journalister för att han bidragit till felaktiga slutsatser  i utredningarna.
I boken Mannen som slutade ljuga (2013) avslöjade journalisten Dan Josefsson att Sven Å Christianson stått psykoanalytikern Margit Norell mycket nära fram till hennes död 2005. Margit Norell var enligt Dan Josefssons bok den som i praktiken styrde Sture Bergwalls psykoterapi på Säter. I en intervju som Josefsson gör med Christianson i boken beskriver denne Norell som den "viktigaste personen i mitt liv", näst efter sina barn. Han säger att deras relation var "som mellan kanske en son och en mor." I intervjun berättar Christianson också att han fick kombinerad psykoterapi och handledning av Margit Norell från 1994 och fram till hennes död 2005. Detta inkluderade alla de år då Christianson även agerade expertvittne i rättegångarna rörande Thomas Quick. Enligt Josefsson kan detta förklara varför Christianson konsekvent försvarade Sture Bergwalls erkännanden i rättegångarna, trots bristen på bevis.
Efter att Josefssons bok Mannen som slutade ljuga publicerats stoppade Stockholms universitet Christianson från att använda sin bok "I huvudet på en seriemördare" i undervisningen. 
Christianson har även kritiserats för sin roll i Kevinfallet.  Kritiken framfördes bland annat i SVT-dokumentären Fallet Kevin som producerades av Dan Josefsson 2017. 
Christianson fick till en början fortsätta att undervisa i rättspsykologi på Stockholms universitet även efter att hans roll i fallet Thomas Quick och fallet Kevin avslöjats. I februari 2020 beslutade sig psykologiska institutionen dock för att även stoppa Sven Å Christiansons från att undervisa vid universitetet.